# Enrico Bonatti
Enrico Bonatti (Roma, 28 settembre 1936) è un geologo italiano.
Ha insegnato e fatto ricerca all'Università di Yale, della California Scripps Institution of Oceanography, di Miami Institute of Marine Sciences e alla Columbia University Lamont-Doherty Earth Observatory.
Ha anche insegnato alle Università di Pisa e di Roma La Sapienza.
È stato direttore dell'Istituto di Scienze marine del CNR.
Membro dell'Accademia delle Scienze Russa, dell'Accademia Europea e Fellow dell'American Geophysical Union.
Gli è stato assegnato il premio Feltrinelli nel 2001 dall'Accademia dei Lincei e il premio Shephard per eccellenza in geologia marina dall'American Geological Society.
Ha fatto ricerche in vari temi di Scienze della Terra, in particolare nella geologia degli Oceani. Ha diretto numerose spedizioni oceanografiche negli Oceani Pacifico, Atlantico, Indiano, Mar Rosso, Mediterraneo. Si è immerso con sottomarini da ricerca fino a 5600 metri di profondità.
Autore di oltre 200 lavori scientifici su riviste internazionali tra cui numerosi articoli in Science, Nature, etc... e di numerosi articoli divulgativi.